# Caliothrips insularis
Caliothrips insularis är en insektsart som först beskrevs av Ian A. Hood 1928.  Caliothrips insularis ingår i släktet Caliothrips och familjen smaltripsar. Inga underarter finns listade i Catalogue of Life.